# نماد یورو

اندازه و ابعاد نماد یورو.

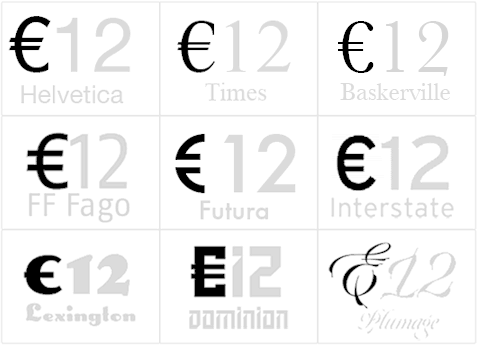
نماد یورو در بعضی از فونت‌ها

نماد یورو (€) یک نماد پول است که نماد یورو بوده و در منطقه یورو کاربرد دارد.
نماد یورو از حرف یونانی اپسیلون (ε) گرفته شده‌است.